# Бабурин (фамилия)
Бабу́рин (женский вариант — Бабу́рина) — русская фамилия. Первое письменное упоминание зафиксировано в XVI веке в Рязани.

## Происхождение
В основе фамилии отчество, образованное от прозвищного имени Бабу́ра, связанного с нарицательным именем бабура с многими значениями: бабурить — говорить; бабура — ласкательное к бабушка, мотылёк, кость для игры в бабки, рыба подкаменщик; бабурка — зольник, загнёт в русской печи, куда отгребают жар.
Другой равноправный вариант фамилии с суффиксом -ов — Бабу́ров — встречается реже. Впрочем, некоторые учёные отмечают, что фамилия «Бабуров» не имеет общей этимологии с «Бабурин» и ведёт свою историю от тюркского имени Бабур.

### Производные имена и фамилии
От Бабуры (Бобуры) также произошло уменьшительное имя Бабурка (Бобурка), от которого, в свою очередь, произошли фамилии Бабуркин (Бобуркин) и Бабурков (Бобурков), а также фамилия Бабурко (Бобурко).

## Населённые пункты
От фамилии Бабурин могла произойти часть названий населённых пунктов Бабурино.

## Фамилия Бабурин в искусстве и литературе
Известные носители фамилии: см. Бабурин.

### В художественной литературе
В рассказе Ивана Тургенева «Пунин и Бабурин» (1874) герой по фамилии Пунин сочиняет происхождение фамилии своего друга и покровителя разночинца Парамона Бабурина: «…его отец был владетельный грузинский князь из племени царя Давида… А по другим известиям родоначальником Парамона Семёновича был некий индийский князь Бабур Белая Кость».

### В кино
В известной советской кинокомедии «Вас вызывает Таймыр» (1970), сценарий которой написали Александр Галич и Константин Исаев, фамилию Бабурин носят два главных персонажа: дед-пчеловод, дед Бабурин (которого играет Павел Павленко) и его внучка Дуня Бабурина (Елена Коренева).